# Helton
För andra betydelser, se Helton (olika betydelser).
En helton, eller ett heltonsteg, är detsamma som två halvtoner i en skala, som till exempel mellan c och d eller mellan g och a. Om skalan är stämd till liksvävande temperatur motsvarar en helton frekvensförhållandet {\displaystyle 2^{2/12}:1\approx 1,1225:1}; för övriga skalor finns ingen entydig stämning, utan avstånden mellan olika heltonspar varierar, både inom skalan och mellan olika stämningar.